# António Abrantes Mendes
Pour les articles homonymes, voir Mendes.
António Abrantes Mendes est un footballeur portugais né le 2 mai 1907 à Lisbonne et mort le 25 janvier 1987. Il évoluait au poste d'attaquant.

## Biographie

### En club
António Abrantes Mendes est joueur du Sporting Portugal de 1925 à 1939,.
Avec le Sporting, il remporte en 1936 l'édition du Campeonato de Portugal.

### En équipe nationale
International portugais, il reçoit deux sélections en équipe du Portugal durant l'année 1930. Le 23 février, il dispute un match contre la France (victoire 2-0 à Porto). Le 8 juin, il joue une rencontre contre la Belgique (défaite 1-2 à Anvers).

## Palmarès
Sporting
- Coupe du Portugal (1) :
  - Vainqueur : 1935-36
- Championnat de Lisbonne (4) :
  - Champion : 1927-28, 1930-31, 1936-37 et 1938-39.